# ジークフリート・ヴェンツ
ジークフリート・ヴェンツ （Siegfried Wentz、1960年3月7日 - ）は、西ドイツの陸上競技選手。十種競技の選手として活躍した選手であり、1984年ロサンゼルスオリンピックの銅メダリストである。バイエルン州ロート郡レーテンバッハ・バイ・ザンクト・ヴォルフガング出身。
ヴェンツが1983年に達成した自己最高記録である8762点は、2015年1月現在でもドイツ歴代3位に記録されている。

## 主な実績
| 年   | 大会                         | 場所                           | 種目     | 結果 | 記録 |
| ---- | ---------------------------- | ------------------------------ | -------- | ---- | ---- |
| 1983 | 世界陸上競技選手権大会       | ヘルシンキ（フィンランド）     | 十種競技 | 3位  | 8478 |
| 1984 | オリンピック                 | ロサンゼルス（アメリカ合衆国） | 十種競技 | 3位  | 8412 |
| 1986 | ヨーロッパ陸上競技選手権大会 | シュトゥットガルト（西ドイツ） | 十種競技 | 3位  | 8676 |
| 1987 | ユニバーシアード             | ザグレブ（ユーゴスラビア）     | 十種競技 | 1位  | 8348 |
| 1987 | 世界陸上競技選手権大会       | ローマ（イタリア）             | 十種競技 | 2位  | 8461 |